# 牙买加奥林匹克协会
牙买加奥林匹克协会（英語：Jamaica Olympic Association，IOC编码：JAM）是代表牙买加的国家奥林匹克委员会。牙买加奥林匹克协会成立于1936年，并于同年获得国际奥林匹克委员会的认可。该组织也是泛美体育组织的成员。

## 外部连结
- 官方网站 （英文）